# Zdarzenie w Ox-Bow
Zdarzenie w Ox-Bow (ang. The Ox-Bow Incident) – amerykański western i dramat z roku 1943. Fabuła filmu  powstała na podstawie opowiadania Waltera Vana Tilburga Clarka.

## Fabuła
W niewielkim miasteczku na Dzikim Zachodzie jeden z farmerów został zamordowany, a jego bydło zostało skradzione. Mieszkańcy postanawiają dokonać samosądu i wyruszają w pościg za przestępcami.

## Obsada
- Henry Fonda – Gil Carter
- Dana Andrews – Donald Martin
- Frank Conroy – major Tetley
- Harry Davenport –  Arthur Davies
- Harry Morgan – Art Croft
- Anthony Quinn – Juan Martínez / Francisco Morez, Meksykanin
- Francis Ford – Alva Hardwicke
- William Eythe – Gerald Tetley
- Mary Beth Hughes – Rose Mapen / Rose Swanson
- Jane Darwell – „Ma” Jenny Grier
- Marc Lawrence – Jeff Farnley
- Paul Hurst – Monty Smith
- Chris-Pin Martin – Poncho